# Азербејџан на Светском првенству у атлетици на отвореном 2023.
Азербејџан је учествовао на 19. Светском првенству у атлетици на отвореном 2023. одржаном у Будимпешти од 19. до 27. августа шестнаести пут, односно учествовао је под данашњим именом на свим првенствима од 1993. до данас. Репрезентацију Азербејџана представљала су 2 такмичара (1 мушкарац и 1 жена) који су се такмичили у 2 дисциплине (1 мушка и 1 женска).,
На овом првенству такмичари Азербејџана нису освојили ниједну медаљу али је Хана Скидан освојила 4 место у бацању кладива.
У табели успешности према броју и пласману такмичара који су учествовали у финалним такмичењима (првих 8 такмичара) Азербејџан је са 1 учесником у финалу делила 61. место са 5 бодова.
| Плас. | Земља      | 1. место | 2. место | 3. место | 4. место | 5. место | 6. место | 7. место | 8. место | Бр. финал. | Бод. |
| ----- | ---------- | -------- | -------- | -------- | -------- | -------- | -------- | -------- | -------- | ---------- | ---- |
| =61.  | Азербејџан | 0        | 0        | 0        | 1        | 0        | 0        | 0        | 0        | 1          | 5    |

## Учесници
| Мушкарци: - Алексис Копело — Троскок | Жене: - Хана Скидан — Бацање кладива |

## Резултати

### Мушкарци
| Атлетичар       | Дисциплина | Лични рекорд | Квалификације      | Квалификације      | Финале               | Финале               | Детаљи |
| Атлетичар       | Дисциплина | Лични рекорд | Резултат           | Место              | Резултат             | Место                | Детаљи |
| --------------- | ---------- | ------------ | ------------------ | ------------------ | -------------------- | -------------------- | ------ |
| Алексис Копелоа | Троскок    | 17,68        | Без исправог скока | Без исправог скока | Није се квалификовао | Није се квалификовао |        |

### Жене
| Атлетичарка | Дисциплина     | Лични рекорд | Квалификације    | Квалификације | Финале   | Финале      | Детаљи |
| Атлетичарка | Дисциплина     | Лични рекорд | Резултат         | Место         | Резултат | Место       | Детаљи |
| ----------- | -------------- | ------------ | ---------------- | ------------- | -------- | ----------- | ------ |
| Хана Скидан | Бацање кладива | 75,29 НР     | 77,10 КВ, НР, ЛР | 1. у гр. А    | 74,18    | 4 / 35 (36) |        |